# Bojan Ostojić
Bojan Ostojić (in serbo Бојан Остојић?; Sevojno, 12 febbraio 1984) è un allenatore di calcio ed ex calciatore serbo, di ruolo difensore.

## Palmarès

### Club

#### Competizioni nazionali
- Prva Liga Srbija: 1

BASK Belgrado: 2010-2011
- Coppa di Serbia: 3

Čukarički: 2014-2015
Partizan: 2016-2017, 2018-2019
- Campionato serbo: 1

Partizan: 2016-2017